# Van de Velde (artistes)
Cette page explique l’histoire ou répertorie les différents membres de la famille Van de Velde.
Pour les articles homonymes, voir Van de Velde.
Van de Velde est un patronyme très répandu dans les Pays-Bas du Nord et du Sud (l'actuelle Belgique). Il a été porté par de nombreux artistes plasticiens, calligraphes, peintres et graveurs, qui n'appartiennent par forcément tous à la même famille.

## Famille Jan Van de Velde, calligraphes et peintres (XVIeetXVIIesiècles)
Il existait une famille de peintres et graveur active dans les Provinces-Unies au « Siècle d'or ».

### Biographies

#### Première génération
- Jan van de Velde : premier ancêtre connu de cette famille Van de Velde, originaire d'Anvers. Comme de nombreux autres anversois, la famille Van de Velde a probablement quitté cette ville pour motif de religion vers 1588[1]. Maître cloutier, il se résout à s'expatrier en s'établissant à Rotterdam avec son fils Jan dit l'Ancien[2].

#### Deuxième génération
- Anthony van de Velde : né en 1557 à Anvers, inhumé en août 1616. École flamande. Peintre.

Frère de Jan van de Velde l'Ancien (selon Bénézit) ou de Hans van de Velde (selon le NKD).
- Jan van de Velde dit l'Ancien : né vers 1568, mort en 1623 à Haarlem. Hollandais. Dessinateur, calligraphe.

Il se marie à Delft avec Mayken van Bracht en 1592. Père de Jan van de Velde dit le Jeune, Willem van de Velde l'Ancien et Esaias van de Velde dit l'Ancien,.

#### Troisième génération
- Willem van de Velde dit l'Ancien : né vers 1611 à Leyde, mort le 13 décembre 1693 à Greenwich. Hollandais. Peintre d'histoires, sujets militaires, dessinateur.

Fils de Jan van de Velde. En 1631, il épouse à Leyde Judhie Adriende Van Leeven. En 1672 il va en Angleterre avec son fils Willem van de Velde le Jeune, comme peintre du roi Charles II.
- Jan van de Velde II dit le Jeune : né vers 1593 à Rotterdam ou à Delft, mort en 1641 à Enkhuizen ou à Haarlem. Hollandais. Peintre de genres, animalier, dessinateur, graveur.

Fils du calligraphe Jan I van de Velde, frère de Willem van de Velde l'Ancien et d'Esaias van de Velde l'Ancien, cousin d'Esaias van de Velde II et père de Jan van de Velde III. Il se rend en Italie en 1617 et est mentionné en 1618 à Enkhuizen, où il épouse Styntje Frederixdr.

#### Quatrième génération

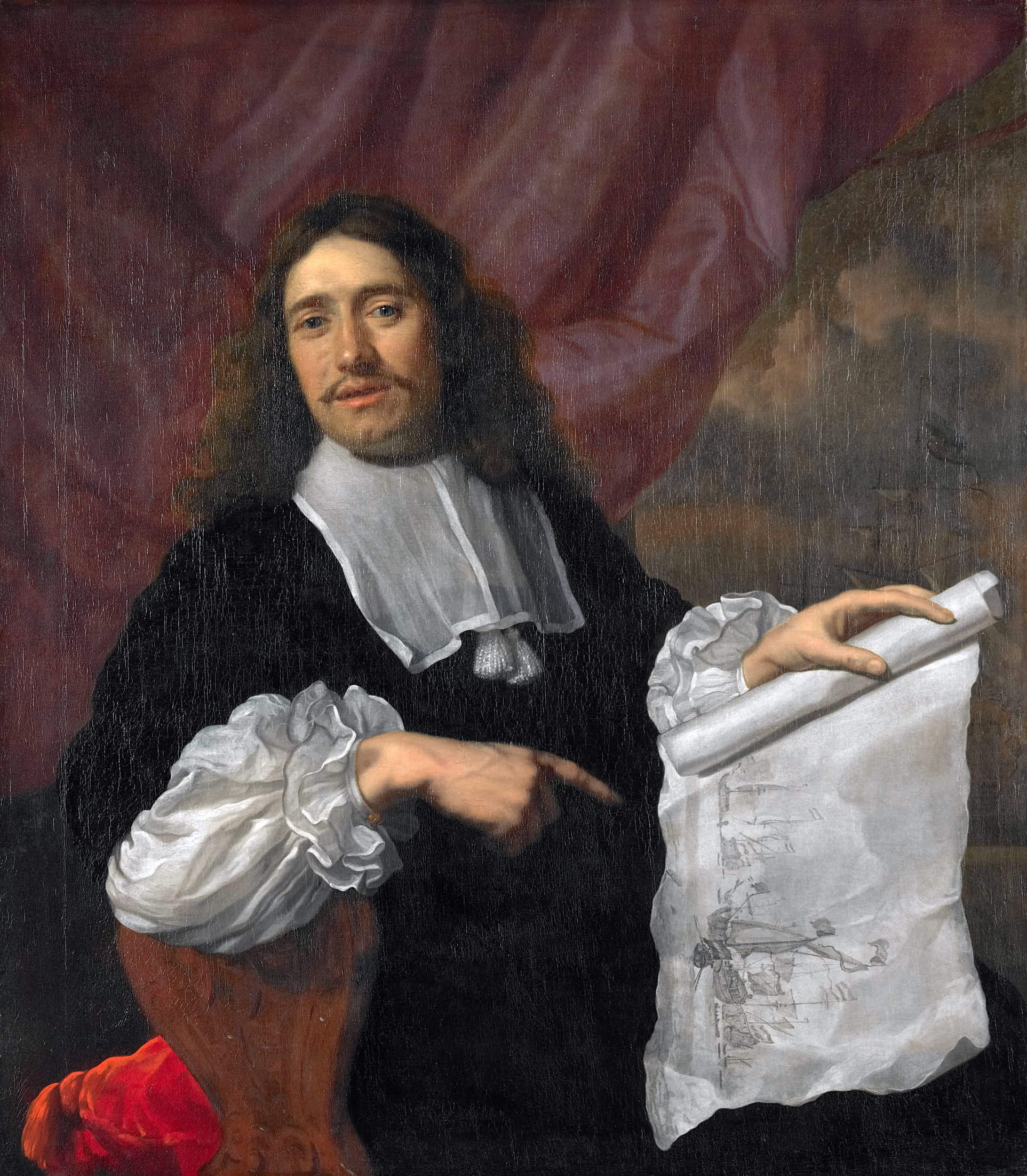
Willem van de Velde II dit le Jeune

- Willem van de Velde II dit le Jeune : né le 18 décembre 1633, mort le 6 avril 1707 à Greenwich (Londres). Britannique. Peintre d'histoires, sujets militaires, dessinateur.

Fils ainé et élève de Willem van de Velde l'Ancien, frère d'Adriaen van de Velde. Il travaille aussi avec Simon de Vielger en 1652. Du fait de la transmission d'un savoir-faire, ses œuvres peuvent être confondues avec celles de son père. En 1662, il épouse à Amsterdam, Petronella Lemaire ; en 1656, il contracte un nouveau mariage avec Magdelena Walraven. En 1672, il accompagne son père en Angleterre. Il a eu pour élèves, ses fils Cornelis et Willem III.
- Adriaen van de Velde : baptisé le 30 novembre 1636 à Amsterdam, mort 21 janvier 1672 à Amsterdam. Hollandais. Peintre de sujets militaires, scènes de genre, aquafortiste, sculpteur.

Fils et élève de Willem van de Velde l'Ancien et frère de Willem van de Velde II dit le Jeune. Il épouse en 1657, Maria Oudekerk.
- Jan (Jansz) van de Velde III : né vers 1620 à Harlem, mort en 1662 à Amsterdam. Hollandais. Peintre de paysages, natures mortes.

Fils de Jan II, il se marie en 1643. Il travaille essentiellement à Harlem. Ses natures mortes, sur fonds unis, sont exécutées avec beaucoup de savoir-faire et montre l'influence de Pieter Claesz.

#### Cinquième génération
- Willem van de Velde III : né le 4 septembre 1667 à Amsterdam. Hollandais. Peintre de marines.

Élève de son père Willem II (dit le Jeune). Il vit à Londres en 1708.
- Cornelis van de Velde : actif à Londres de 1699 à 1729. Britannique. Peintre de marines, dessinateur.

Fils de Willem II. Walpole mentionne un Cornelis van de Velde, frère de Willem I, qui travaille pour le roi Charles II d'Angleterre.
- Jan (Johan) van de Velde IV : mort en 1686 à Harleem. Hollandais. Graveur au burin, orfèvre.

Il grave le portrait de la reine Christine de Suède, et des vues du château de Stockholm.

### Arbre généalogique
Note : En vert, les membres de la famille Van de Velde et ceux liés par parenté, ayant exercé une activité artistique. Les lignes pleines indiquent les liens avérés, celles en pointillés, les rapports de parenté à confirmer.
|                               |                               |                               |                               |                               |                               |  |  |                                   |                                   | Jan van de Velde                  | Jan van de Velde                  | Jan van de Velde                      | Jan van de Velde                      | Jan van de Velde                      | Jan van de Velde                      |                                          |                                          | Épouse inconnue                          | Épouse inconnue                          | Épouse inconnue                          | Épouse inconnue                          | Épouse inconnue                     | Épouse inconnue                     |                                          |                                          |                                          |                                          |                                          |                                          |                                          |                                          |                                          |                                          |                                          |                                          |                                          |                                          |                       |                       |                                  |                                  |                                  |                                  |                                  |                                  |  |  |                                  |                                  |                                  |                                  |                                  |                                  |  |  |                                     |                                     |                                     |                                     |                                     |                                     |
|                               |                               |                               |                               |                               |                               |  |  |                                   |                                   | Jan van de Velde                  | Jan van de Velde                  | Jan van de Velde                      | Jan van de Velde                      | Jan van de Velde                      | Jan van de Velde                      |                                          |                                          | Épouse inconnue                          | Épouse inconnue                          | Épouse inconnue                          | Épouse inconnue                          | Épouse inconnue                     | Épouse inconnue                     |                                          |                                          |                                          |                                          |                                          |                                          |                                          |                                          |                                          |                                          |                                          |                                          |                                          |                                          |                       |                       |                                  |                                  |                                  |                                  |                                  |                                  |  |  |                                  |                                  |                                  |                                  |                                  |                                  |  |  |                                     |                                     |                                     |                                     |                                     |                                     |
|                               |                               |                               |                               |                               |                               |  |  |                                   |                                   |                                   |                                   |                                       |                                       |                                       |                                       |                                          |                                          |                                          |                                          |                                          |                                          |                                     |                                     |                                          |                                          |                                          |                                          |                                          |                                          |                                          |                                          |                                          |                                          |                                          |                                          |                                          |                                          |                       |                       |                                  |                                  |                                  |                                  |                                  |                                  |  |  |                                  |                                  |                                  |                                  |                                  |                                  |  |  |                                     |                                     |                                     |                                     |                                     |                                     |
|                               |                               |                               |                               |                               |                               |  |  |                                   |                                   |                                   |                                   |                                       |                                       |                                       |                                       |                                          |                                          |                                          |                                          |                                          |                                          |                                     |                                     |                                          |                                          |                                          |                                          |                                          |                                          |                                          |                                          |                                          |                                          |                                          |                                          |                                          |                                          |                       |                       |                                  |                                  |                                  |                                  |                                  |                                  |  |  |                                  |                                  |                                  |                                  |                                  |                                  |  |  |                                     |                                     |                                     |                                     |                                     |                                     |
| Anthony van de Velde (1557-?) | Anthony van de Velde (1557-?) | Anthony van de Velde (1557-?) | Anthony van de Velde (1557-?) | Anthony van de Velde (1557-?) | Anthony van de Velde (1557-?) |  |  | Épouse inconnue                   | Épouse inconnue                   | Épouse inconnue                   | Épouse inconnue                   | Épouse inconnue                       | Épouse inconnue                       |                                       |                                       | Jan van de Velde l'Ancien (1568-1623)    | Jan van de Velde l'Ancien (1568-1623)    | Jan van de Velde l'Ancien (1568-1623)    | Jan van de Velde l'Ancien (1568-1623)    | Jan van de Velde l'Ancien (1568-1623)    | Jan van de Velde l'Ancien (1568-1623)    |                                     |                                     |                                          |                                          |                                          |                                          | Mayken Van Bracht                        | Mayken Van Bracht                        | Mayken Van Bracht                        | Mayken Van Bracht                        | Mayken Van Bracht                        | Mayken Van Bracht                        |                                          |                                          | Nelleken Van de Velde                    | Nelleken Van de Velde                    | Nelleken Van de Velde | Nelleken Van de Velde | Nelleken Van de Velde            | Nelleken Van de Velde            |                                  |                                  |                                  |                                  |  |  |                                  |                                  |                                  |                                  |                                  |                                  |  |  |                                     |                                     |                                     |                                     |                                     |                                     |
| Anthony van de Velde (1557-?) | Anthony van de Velde (1557-?) | Anthony van de Velde (1557-?) | Anthony van de Velde (1557-?) | Anthony van de Velde (1557-?) | Anthony van de Velde (1557-?) |  |  | Épouse inconnue                   | Épouse inconnue                   | Épouse inconnue                   | Épouse inconnue                   | Épouse inconnue                       | Épouse inconnue                       |                                       |                                       | Jan van de Velde l'Ancien (1568-1623)    | Jan van de Velde l'Ancien (1568-1623)    | Jan van de Velde l'Ancien (1568-1623)    | Jan van de Velde l'Ancien (1568-1623)    | Jan van de Velde l'Ancien (1568-1623)    | Jan van de Velde l'Ancien (1568-1623)    |                                     |                                     |                                          |                                          |                                          |                                          | Mayken Van Bracht                        | Mayken Van Bracht                        | Mayken Van Bracht                        | Mayken Van Bracht                        | Mayken Van Bracht                        | Mayken Van Bracht                        |                                          |                                          | Nelleken Van de Velde                    | Nelleken Van de Velde                    | Nelleken Van de Velde | Nelleken Van de Velde | Nelleken Van de Velde            | Nelleken Van de Velde            |                                  |                                  |                                  |                                  |  |  |                                  |                                  |                                  |                                  |                                  |                                  |  |  |                                     |                                     |                                     |                                     |                                     |                                     |
|                               |                               |                               |                               |                               |                               |  |  |                                   |                                   |                                   |                                   |                                       |                                       |                                       |                                       |                                          |                                          |                                          |                                          |                                          |                                          |                                     |                                     |                                          |                                          |                                          |                                          |                                          |                                          |                                          |                                          |                                          |                                          |                                          |                                          |                                          |                                          |                       |                       |                                  |                                  |                                  |                                  |                                  |                                  |  |  |                                  |                                  |                                  |                                  |                                  |                                  |  |  |                                     |                                     |                                     |                                     |                                     |                                     |
|                               |                               |                               |                               |                               |                               |  |  |                                   |                                   |                                   |                                   |                                       |                                       |                                       |                                       |                                          |                                          |                                          |                                          |                                          |                                          |                                     |                                     |                                          |                                          |                                          |                                          |                                          |                                          |                                          |                                          |                                          |                                          |                                          |                                          |                                          |                                          |                       |                       |                                  |                                  |                                  |                                  |                                  |                                  |  |  |                                  |                                  |                                  |                                  |                                  |                                  |  |  |                                     |                                     |                                     |                                     |                                     |                                     |
|                               |                               |                               |                               |                               |                               |  |  |                                   |                                   |                                   |                                   | Jan van de Velde le Jeune (1593-1641) | Jan van de Velde le Jeune (1593-1641) | Jan van de Velde le Jeune (1593-1641) | Jan van de Velde le Jeune (1593-1641) | Jan van de Velde le Jeune (1593-1641)    | Jan van de Velde le Jeune (1593-1641)    |                                          |                                          | Stynge Frederixdr (mariage en 1618)      | Stynge Frederixdr (mariage en 1618)      | Stynge Frederixdr (mariage en 1618) | Stynge Frederixdr (mariage en 1618) | Stynge Frederixdr (mariage en 1618)      | Stynge Frederixdr (mariage en 1618)      |                                          |                                          | Willem van de Velde l'Ancien (1611-1693) | Willem van de Velde l'Ancien (1611-1693) | Willem van de Velde l'Ancien (1611-1693) | Willem van de Velde l'Ancien (1611-1693) | Willem van de Velde l'Ancien (1611-1693) | Willem van de Velde l'Ancien (1611-1693) |                                          |                                          | Leyde Judhie Adriente                    | Leyde Judhie Adriente                    | Leyde Judhie Adriente | Leyde Judhie Adriente | Leyde Judhie Adriente            | Leyde Judhie Adriente            |                                  |                                  |                                  |                                  |  |  |                                  |                                  |                                  |                                  |                                  |                                  |  |  |                                     |                                     |                                     |                                     |                                     |                                     |
|                               |                               |                               |                               |                               |                               |  |  |                                   |                                   |                                   |                                   | Jan van de Velde le Jeune (1593-1641) | Jan van de Velde le Jeune (1593-1641) | Jan van de Velde le Jeune (1593-1641) | Jan van de Velde le Jeune (1593-1641) | Jan van de Velde le Jeune (1593-1641)    | Jan van de Velde le Jeune (1593-1641)    |                                          |                                          | Stynge Frederixdr (mariage en 1618)      | Stynge Frederixdr (mariage en 1618)      | Stynge Frederixdr (mariage en 1618) | Stynge Frederixdr (mariage en 1618) | Stynge Frederixdr (mariage en 1618)      | Stynge Frederixdr (mariage en 1618)      |                                          |                                          | Willem van de Velde l'Ancien (1611-1693) | Willem van de Velde l'Ancien (1611-1693) | Willem van de Velde l'Ancien (1611-1693) | Willem van de Velde l'Ancien (1611-1693) | Willem van de Velde l'Ancien (1611-1693) | Willem van de Velde l'Ancien (1611-1693) |                                          |                                          | Leyde Judhie Adriente                    | Leyde Judhie Adriente                    | Leyde Judhie Adriente | Leyde Judhie Adriente | Leyde Judhie Adriente            | Leyde Judhie Adriente            |                                  |                                  |                                  |                                  |  |  |                                  |                                  |                                  |                                  |                                  |                                  |  |  |                                     |                                     |                                     |                                     |                                     |                                     |
|                               |                               |                               |                               |                               |                               |  |  |                                   |                                   |                                   |                                   |                                       |                                       |                                       |                                       |                                          |                                          |                                          |                                          |                                          |                                          |                                     |                                     |                                          |                                          |                                          |                                          |                                          |                                          |                                          |                                          |                                          |                                          |                                          |                                          |                                          |                                          |                       |                       |                                  |                                  |                                  |                                  |                                  |                                  |  |  |                                  |                                  |                                  |                                  |                                  |                                  |  |  |                                     |                                     |                                     |                                     |                                     |                                     |
|                               |                               |                               |                               |                               |                               |  |  |                                   |                                   |                                   |                                   |                                       |                                       |                                       |                                       |                                          |                                          |                                          |                                          |                                          |                                          |                                     |                                     |                                          |                                          |                                          |                                          |                                          |                                          |                                          |                                          |                                          |                                          |                                          |                                          |                                          |                                          |                       |                       |                                  |                                  |                                  |                                  |                                  |                                  |  |  |                                  |                                  |                                  |                                  |                                  |                                  |  |  |                                     |                                     |                                     |                                     |                                     |                                     |
|                               |                               |                               |                               |                               |                               |  |  | Épouse inconnue (mariage en 1643) | Épouse inconnue (mariage en 1643) | Épouse inconnue (mariage en 1643) | Épouse inconnue (mariage en 1643) | Épouse inconnue (mariage en 1643)     | Épouse inconnue (mariage en 1643)     |                                       |                                       | Jan (Jansz) van de Velde III (1620-1662) | Jan (Jansz) van de Velde III (1620-1662) | Jan (Jansz) van de Velde III (1620-1662) | Jan (Jansz) van de Velde III (1620-1662) | Jan (Jansz) van de Velde III (1620-1662) | Jan (Jansz) van de Velde III (1620-1662) |                                     |                                     | Willem van de Velde le Jeune (1633-1707) | Willem van de Velde le Jeune (1633-1707) | Willem van de Velde le Jeune (1633-1707) | Willem van de Velde le Jeune (1633-1707) | Willem van de Velde le Jeune (1633-1707) | Willem van de Velde le Jeune (1633-1707) |                                          |                                          | Petrolen Lemaire puis Magdelena Walraven | Petrolen Lemaire puis Magdelena Walraven | Petrolen Lemaire puis Magdelena Walraven | Petrolen Lemaire puis Magdelena Walraven | Petrolen Lemaire puis Magdelena Walraven | Petrolen Lemaire puis Magdelena Walraven |                       |                       | Adriaen van de Velde (1636-1672) | Adriaen van de Velde (1636-1672) | Adriaen van de Velde (1636-1672) | Adriaen van de Velde (1636-1672) | Adriaen van de Velde (1636-1672) | Adriaen van de Velde (1636-1672) |  |  | Maria Oudekerk (mariage en 1657) | Maria Oudekerk (mariage en 1657) | Maria Oudekerk (mariage en 1657) | Maria Oudekerk (mariage en 1657) | Maria Oudekerk (mariage en 1657) | Maria Oudekerk (mariage en 1657) |  |  |                                     |                                     |                                     |                                     |                                     |                                     |
|                               |                               |                               |                               |                               |                               |  |  | Épouse inconnue (mariage en 1643) | Épouse inconnue (mariage en 1643) | Épouse inconnue (mariage en 1643) | Épouse inconnue (mariage en 1643) | Épouse inconnue (mariage en 1643)     | Épouse inconnue (mariage en 1643)     |                                       |                                       | Jan (Jansz) van de Velde III (1620-1662) | Jan (Jansz) van de Velde III (1620-1662) | Jan (Jansz) van de Velde III (1620-1662) | Jan (Jansz) van de Velde III (1620-1662) | Jan (Jansz) van de Velde III (1620-1662) | Jan (Jansz) van de Velde III (1620-1662) |                                     |                                     | Willem van de Velde le Jeune (1633-1707) | Willem van de Velde le Jeune (1633-1707) | Willem van de Velde le Jeune (1633-1707) | Willem van de Velde le Jeune (1633-1707) | Willem van de Velde le Jeune (1633-1707) | Willem van de Velde le Jeune (1633-1707) |                                          |                                          | Petrolen Lemaire puis Magdelena Walraven | Petrolen Lemaire puis Magdelena Walraven | Petrolen Lemaire puis Magdelena Walraven | Petrolen Lemaire puis Magdelena Walraven | Petrolen Lemaire puis Magdelena Walraven | Petrolen Lemaire puis Magdelena Walraven |                       |                       | Adriaen van de Velde (1636-1672) | Adriaen van de Velde (1636-1672) | Adriaen van de Velde (1636-1672) | Adriaen van de Velde (1636-1672) | Adriaen van de Velde (1636-1672) | Adriaen van de Velde (1636-1672) |  |  | Maria Oudekerk (mariage en 1657) | Maria Oudekerk (mariage en 1657) | Maria Oudekerk (mariage en 1657) | Maria Oudekerk (mariage en 1657) | Maria Oudekerk (mariage en 1657) | Maria Oudekerk (mariage en 1657) |  |  |                                     |                                     |                                     |                                     |                                     |                                     |
|                               |                               |                               |                               |                               |                               |  |  |                                   |                                   |                                   |                                   |                                       |                                       |                                       |                                       |                                          |                                          |                                          |                                          |                                          |                                          |                                     |                                     |                                          |                                          |                                          |                                          |                                          |                                          |                                          |                                          |                                          |                                          |                                          |                                          |                                          |                                          |                       |                       |                                  |                                  |                                  |                                  |                                  |                                  |  |  |                                  |                                  |                                  |                                  |                                  |                                  |  |  |                                     |                                     |                                     |                                     |                                     |                                     |
|                               |                               |                               |                               |                               |                               |  |  |                                   |                                   |                                   |                                   |                                       |                                       |                                       |                                       |                                          |                                          |                                          |                                          |                                          |                                          |                                     |                                     |                                          |                                          |                                          |                                          |                                          |                                          |                                          |                                          |                                          |                                          |                                          |                                          |                                          |                                          |                       |                       |                                  |                                  |                                  |                                  |                                  |                                  |  |  |                                  |                                  |                                  |                                  |                                  |                                  |  |  |                                     |                                     |                                     |                                     |                                     |                                     |
|                               |                               |                               |                               |                               |                               |  |  |                                   |                                   |                                   |                                   | Jan van de Velde IV (?-1686)          | Jan van de Velde IV (?-1686)          | Jan van de Velde IV (?-1686)          | Jan van de Velde IV (?-1686)          | Jan van de Velde IV (?-1686)             | Jan van de Velde IV (?-1686)             |                                          |                                          |                                          |                                          |                                     |                                     | Willem van de Velde III (1667-?)         | Willem van de Velde III (1667-?)         | Willem van de Velde III (1667-?)         | Willem van de Velde III (1667-?)         | Willem van de Velde III (1667-?)         | Willem van de Velde III (1667-?)         |                                          |                                          | Cornelis van de Velde                    | Cornelis van de Velde                    | Cornelis van de Velde                    | Cornelis van de Velde                    | Cornelis van de Velde                    | Cornelis van de Velde                    |                       |                       | Pierre van de Velde (1658-?)     | Pierre van de Velde (1658-?)     | Pierre van de Velde (1658-?)     | Pierre van de Velde (1658-?)     | Pierre van de Velde (1658-?)     | Pierre van de Velde (1658-?)     |  |  | Aleida van de Velde              | Aleida van de Velde              | Aleida van de Velde              | Aleida van de Velde              | Aleida van de Velde              | Aleida van de Velde              |  |  | 3 autres enfants (morts en bas âge) | 3 autres enfants (morts en bas âge) | 3 autres enfants (morts en bas âge) | 3 autres enfants (morts en bas âge) | 3 autres enfants (morts en bas âge) | 3 autres enfants (morts en bas âge) |

## Famille Hans van de Velde (1552-1609)
- Hans van de Velde : né à Anvers en 1552, mort à Amsterdam en 1609. Hollandais. Peintre[12]. Dont un fils :
  - Esaias van de Velde dit l'Ancien : baptisé à Amsterdam le 17 mai 1587, inhumé à La Haye le 18 novembre 1630. Hollandais. Peintre de batailles et aquafortiste.
Fils et élève de Hans van de Velde (1552-1609), il épouse Cateleyne Maertens en 1611 à Harlem. Il s'inspire de l'œuvre de flamands comme David Vinckboons et surtout Jan Brueghel de velours. Il est peintre de la cour des princes Maurice et Frédéric-Henri. On peut le considérer comme le fondateur de l’école des peintres de genre hollandais[11]. Il est le père de Anthony van de Velde (1617-1672) et d'Esaias van de Velde II (1615-av.1681) et l'oncle de Jan Martzsen de Jonge (1609-1646)[13]. Dont :
    - Esaias (Isaie) van de Velde II dit le Jeune : né le 5 novembre 1615 à Haarlem[14].
Il se marie en 1640 et en 1671.
    - Anthony van de Velde : baptisé le 22 octobre 1617 à Overleden, inhumé à Amsterdam le 11 août 1672. Hollandais. Peintre[15].
Il épouse en premières noces Hester Smit, et en secondes noces le 18 février 1662 Aeltje Landmeeters d'Amsterdam[16].

## Autres artistes homonymes
- Peter van de Velde dit Pedro de Campaña ou  Peter Kampener : né en 1503 à Bruxelles, mort en 1580 à Bruxelles. Espagnol (émigré). Peintre de compositions religieuses, cartons de tapisseries.

Malgré ses origines, il se rattache à la peinture espagnole alors qu'en cette fin XVIe siècle, à Séville, les seules notes vigoureuses, sont données par des étrangers comme lui, Kempener, devenu Campaña. En 1563, il retourne dans sa ville natale où il crée des cartons de tapisseries pour la manufacture de Bruxelles.
- Franciscus van de Velde : XVIe siècle[14].
- Herman van de Velde : Allemand, probablement d'origine flamande. Sculpteur. École flamande. Peintre de sujets religieux, d'architecture, sculpteur, dessinateur.

Travaille à Wolfenbüttel vers 1600. Architecte et géographe, il dessine, sculpte et peint pour l'abbaye Saint-Pierre près de Gand.
- Jacob van de Velde: École flamande. Graveur au burin.

Élève de Jacob Neeff en 1644.
- Peter van de Velde : né le 27 février 1634 à Anvers, mort après 1687 à Anvers. École flamande. Peintre de marines.

Il épouse en 1672, la fille de Sébastian de Neve. Ne pas confondre avec Peter Kampener connu sous le pseudo, Pédro Campana que l'on appelle parfois Peter van de Velde.
- Justus van de Velde : actif à Paris de 1686 à 1695. Français. Peintre.

Il épouse Marie-Anne Garnier à Paris en 1687.
- Claes (Nicolas) van de Velde : XVIIe siècle. École flamande. Peintre d'histoires.

On cite de cet artiste avant la guerre de 1914, une Cène, à l'église de Poperinghe. Descamps mentionne aussi un Saint Martin à l'église de ce Saint, à Ypres, mais l'œuvre a disparu.
- Anthony van de Velde : né vers 1557, s'est marié en 1590 et est bourgeois d'Amsterdam en 1591[3]. À ne pas confondre avec Anthony van de Velde (1612-1672), fils de Esaias van de Velde dit l'Ancien
- Jan Justus (Jean-Juste) van de Velde : né le 5 mai 1689. Français. Peintre.

Fils de Justus van de Velde
- H. van de Velde : né vers 1744 à Sneck, mort après 1822. Hollandais. Peintre de vues et paysagiste[19]
- Jacob van de Velde II : Actif vers 1770. Hollandais. Dessinateur et graveur au burin amateur[5].
- J. van de Velde : né vers 1814 à  Anvers. École flamande. Peintre d'histoire et de genre.

Élève de Nicol de Keyser.
- Charles William Meredith van de Velde : né le 4 décembre 1818 à Leeuwarden, mort le 20 mars 1898 à Menton. Hollandais. Peintre de paysage, aquarelliste, dessinateur.

Il peint des paysages d'Orient et d'Extrême-Orient
- Henry (Henri) Clemens Van de Velde : né en 1863 à Anvers, mort en 1957 à Zurich. Belge. Peintre de genre, portraits, paysages, graveur, dessinateur.

Il fonde en 1926 l'institut des Arts décoratifs de la Cambre à Bruxelles.
Sa femme, Maria Van de Velde, aussi appelée Maria Sèthe, était une designeuse, théoricienne de l'art et enseignante du XIXe siècle née à Paris.
- Louis van de Velde : né le 10 mars 1872 à Lille. Français. Peintre de genre, figures.

Il est élève de Bonnat et de Winter pour la figure et de Guillement pour le paysage. Il a été officier de l'instruction publique
- Bram (Abraham) Van Velde : né le 19 octobre 1895 à Zoeterwoude (près de Leyde), mort le 28 décembre 1981 à Grimaud (Var). Hollandais. Peintre de portraits, natures mortes, lithographe, dessinateur, illustrateur, expressionniste, abstrait.

Actif en France depuis 1925. Deuxième des 4 enfants d'une famille pauvre, Son frère Geer, devient lui aussi peintre. Son épouse meurt à Majorque en 1936, pendant la guerre d'Espagne.
- Geer Van Velde : né le 5 avril 1898 à Lisse, mort le 5 mars 1977 ou 78, à Cachan (Val-de-Marne). Hollandais. Peintre, aquarelliste, dessinateur, lithographe. Postcubiste, tendance abstraite.

Actif en France depuis 1925. Frère de Bram van Velde.
- Sophie van de Velde : née le 27 avril 1937. Française. Peintre de portraits, animaux, marines, natures mortes, aquarelliste, postcubiste.

Élève des arts décoratifs à Paris. Elle vit et travaille à Reims.